# MTBF
MTBF (eng. Mean Time Between Failures, Medeltid mellan fel) används för att ange medeltiden mellan fel på ex. hårddiskar i en dator eller för elkraftkomponenter.
MTBF = MTTF (Mean Time to Failure, Medeltid till fel) + MTTR (Mean Time to repair, Reparationstid). 
Definitionen av MTBF beror på definitionen av vad som anses vara ett funktionsavbrott. För komplexa, reparerbara system anses fel vara sådana som har konstruktionsförhållanden som sätter systemet ur drift och in i ett tillstånd för reparation. Fel som uppstår som kan lämnas eller bibehållas i oreparerat skick, och som inte sätter systemet ur drift, anses inte vara fel enligt denna definition. Dessutom räknas enheter som tas ner för rutinmässigt planerat underhåll eller lagerkontroll inte inom definitionen av fel.Ju högre MTBF, desto längre är det troligt att ett system fungerar innan det felfungerar. 

## Översikt
Medeltid mellan fel (MTBF) beskriver den förväntade tiden mellan två fel för ett reparationsbart system. Till exempel fungerar tre identiska system som börjar fungera korrekt vid tidpunkten 0 tills alla felfungerar. Det första systemet misslyckas efter 100 timmar, det andra efter 120 timmar och det tredje efter 130 timmar. Systemens MTBF är medelvärdet av de tre feltiderna, vilket är 116,667 timmar. Om systemen inte var reparerbara skulle deras MTTF vara 116,667 timmar.
I allmänhet är MTBF "uppetiden" mellan två feltillstånd för ett reparerbart system under drift som beskrivs här:
För varje observation är "nedgångstiden" den momentana tiden den gick ner, vilket är efter (det vill säga större än) ögonblicket den gick upp, "upptiden". Skillnaden ("stopptid" minus "uppetid") är hur lång tid den var i drift mellan dessa två händelser.
Med hänvisning till figuren ovan är MTBF för en komponent summan av längderna av driftsperioderna dividerat med antalet observerade fel:
{\displaystyle {\text{MTBF}}={\frac {\sum {({\text{start of downtime}}-{\text{start of uptime}})}}{\text{number of failures}}}.}
På liknande sätt kan medelavbrottstid (MDT) definieras som 
{\displaystyle {\text{MDT}}={\frac {\sum {({\text{start of uptime}}-{\text{start of downtime}})}}{\text{number of failures}}}.}

## Matematisk beskrivning
MTBF är det förväntade värdet av den slumpmässiga variabeln {\displaystyle T}  anger tiden till fel. Det kan alltså skrivas som
{\displaystyle {\text{MTBF}}=\mathbb {E} \{T\}=\int _{0}^{\infty }tf_{T}(t)\,dt}
där {\displaystyle f_{T}(t)} är sannolikhetens täthetsfunktion för {\displaystyle T}. På motsvarande sätt kan MTBF uttryckas i termer av tillförlitlighetsfunktionen {\displaystyle R_{T}(t)} som
{\displaystyle {\text{MTBF}}=\int _{0}^{\infty }R(t)\,dt}.
MTBF och {\displaystyle T} har tidsenheter (till exempel timmar).
Varje praktiskt relevant beräkning av MTBF förutsätter att systemet fungerar inom sin "användbara livsperiod", som kännetecknas av en relativt konstant felfrekvens (den mellersta delen av "badkarskurvan") när endast slumpmässiga fel inträffar. Med andra ord antas det att systemet har överlevt initiala installationspåkänningar och ännu inte har närmat sig sin förväntade livslängd, vilka båda ofta ökar felfrekvensen.
Förutsatt en konstant felfrekvens {\displaystyle \lambda } innebär det att {\displaystyle T} har en exponentialfördelning med parameter {\displaystyle \lambda }. Eftersom MTBF är det förväntade värdet av {\displaystyle T}, ges den av den ömsesidiga felfrekvensen i systemet,
{\displaystyle {\text{MTBF}}={\frac {1}{\lambda }}}.
När väl ett systems MTBF är känd, och om man antar en konstant felfrekvens, kan sannolikheten för att ett visst system kommer att fungera under en given varaktighet härledas från tillförlitlighetsfunktionen för den exponentiella fördelningen, {\displaystyle R_{T}(t)=e^{-\lambda t}}. I synnerhet är sannolikheten att ett visst system kommer att överleva till sin MTBF är {\displaystyle 1/e}, eller cirka 37 procent (det vill säga det kommer att felfungera tidigare med sannolikhet 63 procent).

## Tillämpning
MTBF-värdet kan användas som en systemtillförlitlighetsparameter eller för att jämföra olika system eller konstruktioner. Detta värde bör endast villkorligt förstås som "medellivslängden" (ett medelvärde), och inte som en kvantitativ identitet mellan arbetande och felfungerande enheter.
Eftersom MTBF kan uttryckas som "genomsnittlig livslängd (expectancy)", antar många ingenjörer att 50 procent av objekten kommer att ha felfungerat vid tiden t = MTBF. Denna felaktighet kan leda till dåliga designbeslut. Dessutom innebär probabilistisk felförutsägelse baserad på MTBF den totala frånvaron av systematiska fel (det vill säga en konstant felfrekvens med endast inneboende, slumpmässiga fel), vilket inte är lätt att verifiera. Om man antar inga systematiska fel, beräknas sannolikheten att systemet överlever under en varaktighet, T, som exp^(-T/MTBF). Sannolikheten för att ett system felfungerar under en varaktighet T ges därför av 1 - exp^(-T/MTBF).
Förutsägelse av MTBF-värde är ett viktigt inslag i utvecklingen av produkter. Tillförlitlighetsingenjörer och konstruktörer använder ofta tillförlitlighetsprogramvara för att beräkna en produkts MTBF enligt olika metoder och standarder (MIL-HDBK-217F, Telcordia SR332, Siemens SN 29500, FIDES, UTE 80-810 (RDF2000), etc.). Mil-HDBK-217 tillförlitlighetskalkylmanualen i kombination med RelCalc-mjukvaran (eller annat jämförbart verktyg) gör det möjligt att förutsäga MTBF-tillförlitlighetsmått baserat på konstruktion.
Ett begrepp som är nära relaterat till MTBF, och är viktigt i beräkningarna som involverar MTBF, är den genomsnittliga stilleståndstiden (MDT). MDT kan definieras som medeltiden som systemet är nere efter felet. Vanligtvis anses MDT vara annorlunda än MTTR (Mean Time To Repair). I synnerhet innefattar MDT vanligtvis organisatoriska och logistiska faktorer (som arbetsdagar eller väntan på att komponenter ska anlända) medan MTTR vanligtvis förstås som mer snäv och mer teknisk.

## Tillämpning av MTBF i tillverkningen
MTBF fungerar som ett avgörande mått för att hantera maskiner och utrustnings tillförlitlighet. Dess tillämpning är särskilt viktig i samband med totalt produktivt underhåll (TPM), en omfattande underhållsstrategi som syftar till att maximera utrustningens effektivitet. MTBF ger ett kvantitativt mått på den tid som förflutit mellan fel i ett system under normal drift, vilket ger insikter om tillförlitlighet och prestanda hos tillverkningsutrustning.
Genom att integrera MTBF med TPM-principer kan tillverkare uppnå ett mer proaktivt underhållssätt. Denna synergi möjliggör identifiering av mönster och potentiella fel innan de inträffar, vilket möjliggör förebyggande underhåll och minskar oplanerade driftstopp. Som ett resultat blir MTBF ett nyckeltal (KPI) inom TPM, som vägleder beslut om underhållsscheman, reservdelsinventering och i slutändan optimerar livslängden och effektiviteten hos maskiner. Denna strategiska användning av MTBF inom TPM-ramverk förbättrar den totala produktionseffektiviteten, minskar kostnader förknippade med haverier och bidrar till kontinuerlig förbättring av tillverkningsprocesser.

## MTBF och MDT för nätverk av komponenter
Två komponenter {\displaystyle c_{1},c_{2}}  (till exempel hårddiskar, servrar, etc.) kan arrangeras i ett nätverk, i serie eller parallellt. Terminologin används här i nära analogi med elektriska kretsar, men har en något annan betydelse. Vi säger att de två komponenterna är i serie om felet i någon av dem orsakar fel i nätverket, och att de är parallella om bara felet i båda gör att nätverket felfungerar. MTBF för det resulterande tvåkomponentsnätverket med reparerbara komponenter kan beräknas enligt följande formler, förutsatt att MTBF för båda individuella komponenter är känd:
{\displaystyle {\text{mtbf}}(c_{1};c_{2})={\frac {1}{{\frac {1}{{\text{mtbf}}(c_{1})}}+{\frac {1}{{\text{mtbf}}(c_{2})}}}}={\frac {{\text{mtbf}}(c_{1})\times {\text{mtbf}}(c_{2})}{{\text{mtbf}}(c_{1})+{\text{mtbf}}(c_{2})}}\;,}
där {\displaystyle c_{1};c_{2}} är nätverket i vilket komponenterna är arrangerade i serie.
För nätverk som innehåller parallella reparerbara komponenter, för att ta reda på MTBF för hela systemet, förutom komponent-MTBF, är det också nödvändigt att känna till deras respektive MDT. Sedan, förutsatt att MDT:er är försumbara jämfört med MTBF:er (vilket vanligtvis gäller i praktiken), kan MTBF för det parallella systemet som består av två parallella reparerbara komponenter skrivas på följande sätt:
{\displaystyle {\begin{aligned}{\text{mtbf}}(c_{1}\parallel c_{2})&={\frac {1}{{\frac {1}{{\text{mtbf}}(c_{1})}}\times {\text{PF}}(c_{2},{\text{mdt}}(c_{1}))+{\frac {1}{{\text{mtbf}}(c_{2})}}\times {\text{PF}}(c_{1},{\text{mdt}}(c_{2}))}}\\[1em]&={\frac {1}{{\frac {1}{{\text{mtbf}}(c_{1})}}\times {\frac {{\text{mdt}}(c_{1})}{{\text{mtbf}}(c_{2})}}+{\frac {1}{{\text{mtbf}}(c_{2})}}\times {\frac {{\text{mdt}}(c_{2})}{{\text{mtbf}}(c_{1})}}}}\\[1em]&={\frac {{\text{mtbf}}(c_{1})\times {\text{mtbf}}(c_{2})}{{\text{mdt}}(c_{1})+{\text{mdt}}(c_{2})}}\;,\end{aligned}}}
där {\displaystyle c_{1}\parallel c_{2}} är nätverket i vilket komponenterna är anordnade parallellt, och {\displaystyle PF(c,t)} är sannolikheten för fel på en komponent {\displaystyle c} under "sårbarhetsfönstret" {\displaystyle t}.
Intuitivt kan båda dessa formler förklaras ur synvinkel av felfunktion. Först av allt, låt oss notera att sannolikheten för att ett system misslyckas inom en viss tidsram är det omvända till dess MTBF. Sedan, när man överväger serier av komponenter, om fel på någon komponent leder till fel i hela systemet, så (förutsatt att felsannolikheterna är små, vilket vanligtvis är fallet) kan sannolikheten för fel i hela systemet inom ett givet intervall approximeras som summan av felsannolikheter för komponenterna. Med parallella komponenter är situationen lite mer komplicerad. Hela systemet kommer att gå sönder om och bara om, efter att en av komponenterna felfungerat, även den andra komponenten misslyckas medan den första komponenten repareras. Det är här MDT kommer in i bilden, då ju snabbare den första komponenten repareras, desto mindre är "sårbarhetsfönstret" för att den andra komponenten ska misslyckas.
Med hjälp av liknande logik kan MDT för ett system av två seriella komponenter beräknas som:
{\displaystyle {\text{mdt}}(c_{1};c_{2})={\frac {{\text{mtbf}}(c_{1})\times {\text{mdt}}(c_{2})+{\text{mtbf}}(c_{2})\times {\text{mdt}}(c_{1})}{{\text{mtbf}}(c_{1})+{\text{mtbf}}(c_{2})}}\;,}
och för ett system av två parallella komponenter kan MDT beräknas som :
{\displaystyle {\text{mdt}}(c_{1}\parallel c_{2})={\frac {{\text{mdt}}(c_{1})\times {\text{mdt}}(c_{2})}{{\text{mdt}}(c_{1})+{\text{mdt}}(c_{2})}}\;.}
Genom successiv tillämpning av dessa fyra formler kan MTBF och MDT för alla nätverk av reparerbara komponenter beräknas, förutsatt att MTBF och MDT är kända för varje komponent. I ett speciellt men mycket viktigt fall av flera seriella komponenter kan MTBF-beräkning enkelt generaliseras till
{\displaystyle {\text{mtbf}}(c_{1};\dots ;c_{n})=\left(\sum _{k=1}^{n}{\frac {1}{{\text{mtbf}}(c_{k})}}\right)^{-1}\;,}
vilket kan visas genom induktion, och likaså
{\displaystyle {\text{mdt}}(c_{1}\parallel \dots \parallel c_{n})=\left(\sum _{k=1}^{n}{\frac {1}{{\text{mdt}}(c_{k})}}\right)^{-1}\;,}
eftersom formeln för mdt för två komponenter parallellt är identisk med den för mtbf för två komponenter i serie.